# Slaget vid Tykocin
Slaget vid Tykocin ägde rum den 13 juli 1656 under Karl X Gustavs polska krig. Slaget resulterade i en seger för de svensk-brandenburgska trupperna under befäl av Boguslaw Radziwill, och som avslutade belägringen av Tykocin.